# Chilehexops australis
Chilehexops australis is een spinnensoort in de taxonomische indeling van de Dipluridae.
Het dier behoort tot het geslacht Chilehexops. De wetenschappelijke naam van de soort werd voor het eerst geldig gepubliceerd in 1939 door Cândido Firmino de Mello-Leitão.